# Międzynarodowa Wyższa Szkoła Logistyki i Transportu we Wrocławiu
Międzynarodowa Wyższa Szkoła Logistyki i Transportu we Wrocławiu (MWSLiT) – jedna z niepublicznych szkół wyższych we Wrocławiu powstała w 2001 roku. 
Zadaniem uczelni jest kształcenie menedżerów przygotowanych do zarządzania procesami logistycznymi, gotowych do pracy w warunkach współdziałania w zintegrowanej Europie. Od 2007 roku prowadzone są studia II stopnia (magisterskie). MWSLiT we Wrocławiu jest jedyną uczelnią w Europie Środkowo-Wschodniej, która uzyskała akredytację brytyjskiego instytutu logistycznego - The Chartered Institute of Logisitcs and Transport (CILT) UK. Uczelnia posiada certyfikat „Wiarygodna Szkoła" przyznawany przez Akademickie Centrum Informacyjne. Uczelnia wydaje czasopismo naukowe w języku angielskim Logistics and Transport.

## Historia
Międzynarodowa Wyższa Szkoła Logistyki i Transportu we Wrocławiu została powołana w 2001 roku z inicjatywy Stowarzyszenia na Rzecz Budowy Wrocławskiego Zintegrowanego Centrum Logistycznego. Jej utworzenie zostało uhonorowane nagrodą premiera Francji Jean-Pierre Raffarina.  

## Niektóre nagrody i certyfikaty
- akredytacja CILT The Chartered Institute of Logistics and Transport (UK)[2].
- certyfikat jakości ISO 9001:2015.
- tytuł Uczelni Wysokiej Reputacji Premium Brand 2017.
- 2 miejsce w kategorii Perspektywy Zawodowe w Rankingu Generalnym Premium Brand Niepublicznych Uczelni Magisterskich 2017.
- certyfikat Dobra Uczelnia Dobra Praca jako jedyna uczelnia na Dolnym Śląsku.
- certyfikat Wiarygodna Szkoła nieprzerwanie od 2005 roku.
- certyfikat Uczelnia Liderów nieprzerwanie od 2011 roku.
- Dolnośląski Klucz Sukcesu 2017 dla wiodącej uczelni logistycznej w Polsce.
- pozytywna ocena Polskiej Komisji Akredytacyjnej dla kierunku logistyka na studiach I i II stopnia.
- kategoria naukowa B+ za działalność naukową i badawczo-rozwojową[3].

## Władze uczelni[4]
- rektor: dr Marcin Pawęska
- dziekan: dr Stanisław Ślusarczyk

## Rektorzy
1. 2001-2002: prof. dr hab. inż. Zbigniew Korzeń – inżynier budowy i eksploatacji maszyn (logistyka)
2. 2002-2006: prof. dr hab. Stanisław Marian Krawczyk – ekonomia (badania operacyjne, logistyka, zarządzanie)
3. 2006-2008: dr hab. Andrzej Wacław Bujak – ekonomista (logistyka, bezpieczeństwo narodowe)
4. 2008-2012: dr Janusz Zierkiewicz – ekonomista (bankowość, ekonomika ochrony środowiska)
5. 2012-2017: dr inż. Zbigniew Sebastian – inżynier budowy i eksploatacji maszyn (inżynieria produkcji)
6. od 2017: dr Marcin Pawęska – ekonomista (logistyka, transport, zarządzanie)

## Struktura organizacyjna
- Wydział Logistyki i Transportu
  - Zakład Logistyki
  - Zakład Transportu
  - Zakład Zarządzania
  - Zakład Budownictwa
  - Zakład Nauk Społecznych

## Kierunki kształcenia
Międzynarodowa Wyższa Szkoła Logistyki i Transportu oferuje możliwość podjęcia studiów pierwszego i drugiego stopnia na następujących kierunkach, również w formie studiów dualnych:
- logistyka (licencjackie, 3-letnie) - studia dualne, (inżynierskie, 3,5-letnie) - studia dualne, (magisterskie, 1,5-letnie)
- logistics (Bachelor's studies 3-letnie, Master's studies 2-letnie)
- transport (licencjackie, 3-letnie) - studia dualne
- budownictwo (inżynierskie, 3,5-letnie)
- zarządzanie (licencjackie, 3-letnie).

W ofercie uczelni są także studia podyplomowe.